# Zaprešić
Zaprešić je satelitsko mesto na zahodnem obrobju Zagreba na Hrvaškem, ki ima okoli 19.000 prebivalcev (2021, 2011 skoraj 20.000; mestna občina, hrv. Grad Zaprešić ima okoli 24.000; 10 let prej še 25.000) in upravno spada v Zagrebško županijo.
Poleg Zaprešića so večja naselja v mestnem administrativnem območju še Jablanovec (1.305), Pojatno (1.152), Ivanec Bistranski (888), Šibice (763), Kupljenovo (695) in Hruševec Kupljenski (429 prebivalcev).

## Demografija

### Mesto Zaprešić
| Pregled števila prebivalcev po letih | Pregled števila prebivalcev po letih | Pregled števila prebivalcev po letih | Pregled števila prebivalcev po letih | Pregled števila prebivalcev po letih | Pregled števila prebivalcev po letih | Pregled števila prebivalcev po letih | Pregled števila prebivalcev po letih | Pregled števila prebivalcev po letih | Pregled števila prebivalcev po letih | Pregled števila prebivalcev po letih | Pregled števila prebivalcev po letih | Pregled števila prebivalcev po letih | Pregled števila prebivalcev po letih | Pregled števila prebivalcev po letih | Pregled števila prebivalcev po letih |               |
| ------------------------------------ | ------------------------------------ | ------------------------------------ | ------------------------------------ | ------------------------------------ | ------------------------------------ | ------------------------------------ | ------------------------------------ | ------------------------------------ | ------------------------------------ | ------------------------------------ | ------------------------------------ | ------------------------------------ | ------------------------------------ | ------------------------------------ | ------------------------------------ | ------------- |
| 1857                                 | 1869                                 | 1880                                 | 1890                                 | 1900                                 | 1910                                 | 1921                                 | 1931                                 | 1948                                 | 1953                                 | 1961                                 | 1971                                 | 1981                                 | 1991                                 | 2001                                 | 2011                                 | 2021          |
| 3.120                                | 3.334                                | 3.634                                | 4.280                                | 4.660                                | 5.058                                | 5.404                                | 5.810                                | 6.284                                | 6.540                                | 7.484                                | 9.101                                | 12.773                               | 20.720                               | 23.125                               | 25.223                               | 24.429 24.186 |

### Zaprešić (naselje)
| Pregled števila prebivalcev po letih | Pregled števila prebivalcev po letih | Pregled števila prebivalcev po letih | Pregled števila prebivalcev po letih | Pregled števila prebivalcev po letih | Pregled števila prebivalcev po letih | Pregled števila prebivalcev po letih | Pregled števila prebivalcev po letih | Pregled števila prebivalcev po letih | Pregled števila prebivalcev po letih | Pregled števila prebivalcev po letih | Pregled števila prebivalcev po letih | Pregled števila prebivalcev po letih | Pregled števila prebivalcev po letih | Pregled števila prebivalcev po letih | Pregled števila prebivalcev po letih |               |
| ------------------------------------ | ------------------------------------ | ------------------------------------ | ------------------------------------ | ------------------------------------ | ------------------------------------ | ------------------------------------ | ------------------------------------ | ------------------------------------ | ------------------------------------ | ------------------------------------ | ------------------------------------ | ------------------------------------ | ------------------------------------ | ------------------------------------ | ------------------------------------ | ------------- |
| 1857                                 | 1869                                 | 1880                                 | 1890                                 | 1900                                 | 1910                                 | 1921                                 | 1931                                 | 1948                                 | 1953                                 | 1961                                 | 1971                                 | 1981                                 | 1991                                 | 2001                                 | 2011                                 | 2021          |
| 791                                  | 790                                  | 988                                  | 1.241                                | 1.394                                | 1.490                                | 1.803                                | 1.889                                | 2.294                                | 2.537                                | 3.311                                | 4.992                                | 8.201                                | 15.678                               | 17.538                               | 19.644                               | 19.016 18.813 |